# Chamaedorea klotzschiana
Chamaedorea klotzschiana är en enhjärtbladig växtart som beskrevs av Hermann Wendland. Chamaedorea klotzschiana ingår i släktet Chamaedorea och familjen Arecaceae. Inga underarter finns listade i Catalogue of Life.